# لینا جومانی
لینا جومانی (به انگلیسی: Leena Jumani) مدل، و بازیگر هندی است که به خاطر بازی در نقش تانوشری «تانو» مهتا در سریال تلویزیونی شنگرفی در تقدیر من (Vermillion in My Fate) بهتر شاخته شده‌است.
او در سریال تلویزیونی بندینی، (نام سریال در زبان بین‌المللی: زن اسیر شده)، نقش دختر فقیر روستایی به نام خِمی را بازی کرد.

## فیلم‌شناسی
فیلم‌ها
- ۲۰۱۳: همت‌والا در نقش پادما